# Mohammadali Geraei
Mohammadali Abdolhamid Geraei (in persiano محمدعلی گرایی‎; Shiraz, 2 maggio 1994) è un lottatore iraniano, specializzato nella lotta greco-romana.

## Biografia

Mohammadali Geraei e Shohei Yabiku ai Giochi olimpici estivi di.

È fratello del lottatore di caratura internazionale Mohammad Reza Geraei, campione olimpico nel torneo dei 67 kg ai Giochi olimpici estivi di Tokyo 2020 e iridato ai mondiali di Oslo 2021.
Ha vinto la medaglia d'oro ai Giochi asiatici di Giacarta nel torneo dei -77 kg, battendo in finale il kirghiso Akzhol Makhmudov.
Ha rappresentato l'Iran ai Giochi olimpici estivi di Tokyo 2020, dove si è classificato al quinto posto della categoria dei 77 kg, perdendo la finale per il bronzo contro il giapponese Shohei Yabiku; era stato estromesso dal tabellone principale dall'ungherese Viktor Lőrincz in semifinale, dopo aver superato il cubano Yosvanys Peña agli ottavi e il croato Božo Starčević ai quarti.
Ai mondiali di mondiali di Tirana 2024, riservati alle categorie non olimpiche, ha vinto il torneo degli 82 kg, superando l'ungherese Erik Szilvássy in finale.

## Palmarès
| Anno | Manifestazione                    | Sede       | Evento | Risultato | Note |
| ---- | --------------------------------- | ---------- | ------ | --------- | ---- |
| 2015 | Campionati asiatici               | Doha       | 66 kg  | Argento   |      |
| 2015 | Giochi mondiali militari          | Mungyeong  | 71 kg  | Oro       |      |
| 2016 | Mondiali militari                 | Skopje     | 71 kg  | Bronzo    |      |
| 2017 | Giochi della solidarietà islamica | Baku       | 71 kg  | Oro       |      |
| 2017 | Mondiali                          | Parigi     | 71 kg  | Bronzo    |      |
| 2018 | Campionati asiatici               | Biškek     | 77 kg  | Argento   |      |
| 2018 | Giochi asiatici                   | Giacarta   | 77 kg  | Oro       |      |
| 2018 | Mondiali                          | Budapest   | 72 kg  | 9º        |      |
| 2019 | Campionati asiatici               | Xi'an      | 77 kg  | Bronzo    |      |
| 2019 | Mondiali                          | Nur-Sultan | 77 kg  | Bronzo    |      |
| 2021 | Giochi olimpici                   | Tokyo      | 77 kg  | 5º        |      |
| 2021 | Mondiali                          | Oslo       | 77 kg  | Bronzo    |      |
| 2022 | Mondiali                          | Belgrado   | 77 kg  | 16º       |      |
| 2023 | Mondiali                          | Belgrado   | 77 kg  | 18º       |      |
| 2024 | Mondiali                          | Tirana     | 82 kg  | Oro       |      |